# Proceso de destitución de Bill Clinton

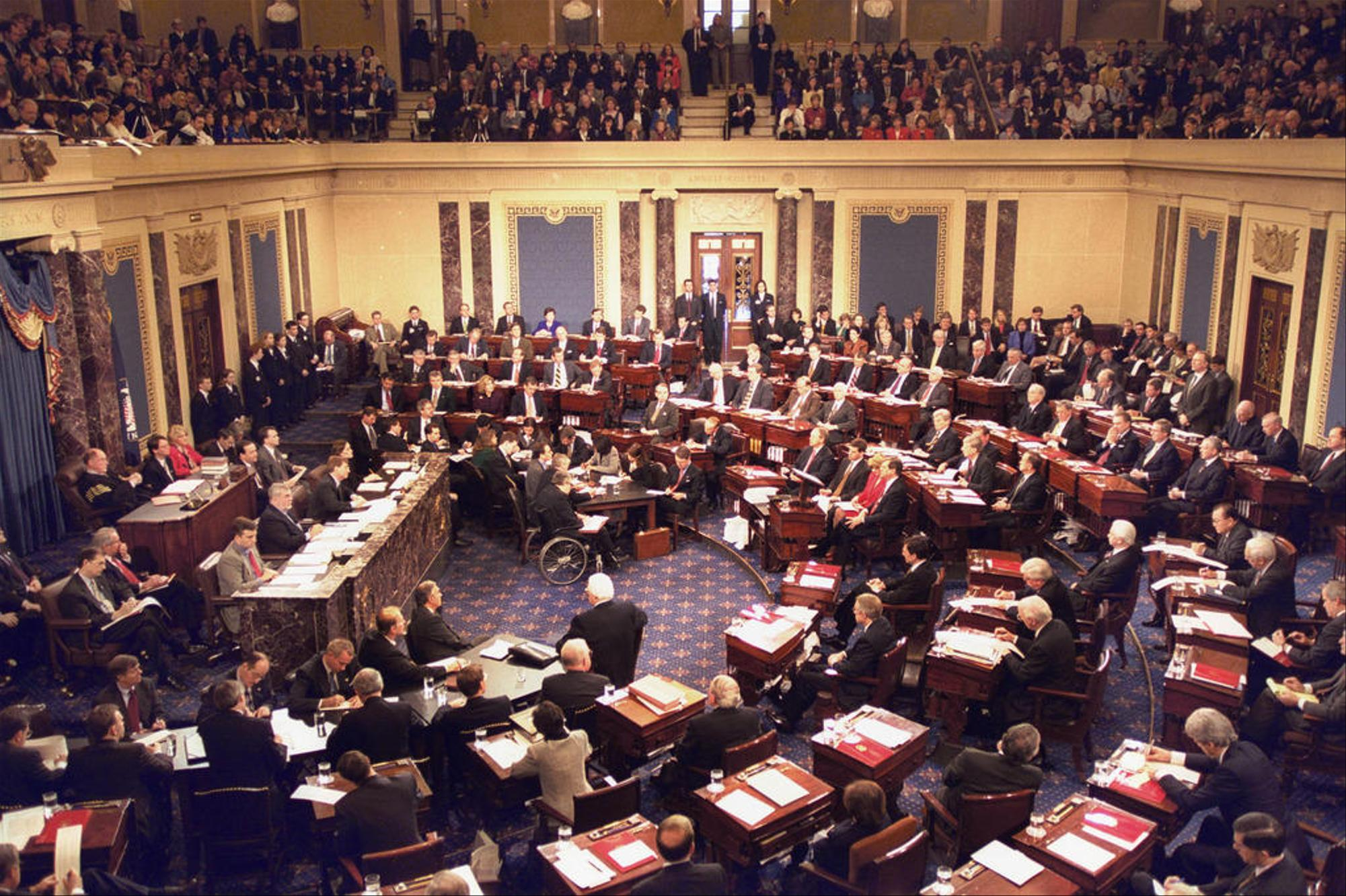
Senado de los EE. UU. durante el juicio del Presidente Bill Clinton en 1999, con el Presidente de la Suprema Corte
William Rehnquist presidiendo. Directores de la cámara de representantes están sentados junto a las mesas semicirculares a la izquierda y el consejo personal del presidente a la derecha.

El proceso de destitución de Bill Clinton, el 42.º Presidente de los Estados Unidos, fue iniciado el 19 de diciembre de 1998 por la Cámara de Representantes y llevado a juicio en el Senado con dos cargos, uno de perjurio y uno de obstrucción a la justicia. Estas denuncias surgieron del pleito de acoso sexual iniciado contra Clinton por Paula Jones y el escándalo Lewinsky. Clinton fue posteriormente absuelto de estos cargos por el Senado el 12 de febrero de 1999.
Dos posteriores intentos de destituir al presidente -un segundo cargo de perjurio y un cargo de abuso de poder– fallaron en la Cámara de Representantes.
El jefe de la Oficina de Consejeros Independientes Ken Starr, entregó la documentación correspondiente al Comité Judicial de la Cámara de Representantes. El Fiscal Principal David Schippers, y su equipo revisaron el material y determinaron que había suficiente evidencia para revocar al presidente. Cuatro cargos fueron considerados por la Cámara de Representantes entera y dos pasaron, convirtiendo a Clinton en el segundo presidente en peligro de ser destituido, después de Andrew Johnson en 1868, y  el tercero en contra de quien  habían sido presentados artículos de revocación ante la Cámara de Representantes (Richard Nixon dimitió de la presidencia en 1974, mientras el proceso de revocación estaba en marcha).
El juicio en el Senado de Estados Unidos empezó tras la inauguración del 106.º Congreso, en que el Partido Republicano contaba con 55 senadores. Una votación de dos tercios (67 de los 100 senadores) era requerida para la destitución del presidente Clinton. 50 senadores votaron a favor de la destitución a Clinton por el cargo de obstrucción a la justicia y 45 votaron para destituirlo por el cargo de perjurio; ningún miembro del Partido Demócrata votó contra el Presidente en cualquiera de los cargos. Finalmente Clinton fue absuelto de todos los cargos.

## Investigación independiente por el Consejo Independiente
Los cargos surgieron de una investigación por parte de Ken Starr, Consejero Independiente de la Casa Blanca. Originalmente relacionado con un negocio fallido años antes conocido como la controversia Whitewater, Starr, con la aprobación de la fiscal general de Estados Unidos, Janet Reno, llevó a cabo una amplia investigación de los presuntos abusos, incluyendo el despido de agentes de viajes de la Casa Blanca, el presunto mal uso de archivos del FBI, y la conducta de Bill Clinton durante un juicio de acoso sexual, presentado por Paula Jones. En el curso de la investigación, Linda Tripp le dio a Starr grabaciones de conversaciones telefónicas en las que Monica Lewinsky, una ex becaria de la Casa Blanca, declaraba haber hecho una felación a Clinton. En la declaración, el juez rechazó la definición de la expresión "relaciones sexuales" que Clinton usó para significar solamente relaciones sexuales vaginales. El juez Wright, a continuación, le dijo a los abogados que podría ser tan explícito como fuese necesario.  Durante la investigación, en enero de 1998, el presidente Clinton admitió su relación extramarital con Gennifer Flowers.